# 壱岐市立那賀中学校
壱岐市立那賀中学校（いきしりつなかちゅうがっこう, Iki City Naka Junior High School）は、2011年（平成23年）3月末まで長崎県壱岐市芦辺町にあった公立中学校。略称は「那賀中」（なかちゅう）であった。
旧芦辺町地区の田河中学校および箱崎中学校と統合され、壱岐市立芦辺中学校が新設された。

## 概要
所在地
- 〒811-5757　長崎県壱岐市芦辺町中野郷西触400番地
  - 県道174号線沿い。
  - 壱岐島のほぼ真ん中の那賀地区にあった。那賀という地名は「中」に由来すると言われている。
  - 那賀地区は住所が「芦辺町」の次に「国分」「中野郷」「住吉」「湯岳」（郵便番号が811-57--）が続く地域である。
  - 那賀地区およびその周辺には、多数の古墳や国分寺（壱岐嶋分寺）跡など[1][2][3][4]があり、昔は地理的にも、政治的にも壱岐の中心地であったと考えられている。

校訓
「自律」「親和」「創造」「健康」「奉仕」
教育目標
「生活と学習の基礎を確立し、主体的で感性豊かな生徒の育成」
校章
六角星の真ん中に太い縦棒が2本あり、全体として中学校の「中」の文字の形を表している。六角星の周りには、6本のペン先が四方八方に突き出ている。ペンは学問を表し、様々な分野へ学問の幅を広げてほしいという願いからだと言われている。
校歌
作詞は松坂直美、作曲は八州秀章による。歌詞は3番まであり、各番とも「学ぶ那賀中楽しい母校」で終わる。歌詞の中には、所在地で上述した歴史的背景から、「国府の地」という言葉が入っている。なお壱岐市役所のホームページで曲（歌詞あり、歌詞なし）をダウンロードできる。
校区
壱岐市立那賀小学校
校舎
2階建て。色は白。
- 1階 -校長室、職員室、印刷室、放送室、保健室、生徒活動室、生徒会室、被服室、調理室、美術室、技術室、こころの相談室、資料室、用務員室、ランチルーム、倉庫
- 2階 -中1教室、中2教室、中3教室、音楽室、図書室、理科室、パソコン室

校長
26代
制服
男子は学生服（学ラン）、女子はセーラー服。運動着（ジャージ）の色は「小豆色」
通学方法
徒歩か自転車。

## 沿革
- 1947年（昭和22年）
  - 4月 - 学制改革により、「那賀村立那賀中学校」として開校。当初、那賀高等実業青年学校の校舎と那賀村の倉庫の一部を校舎として利用。[7]
    - 初代校長は森村朝光[7]、職員数は校長以下11名[7]、生徒数193名[7]でのスタート。

  - 9月 -那賀中学校PTA結成発足
- 1948年（昭和23年） 7月 - 生物実験学校発表。
- 1949年（昭和24年）10月 - 3教室を増築。
- 1950年（昭和25年）- 旧校舎を修理。運動場が完成。
- 1951年（昭和26年） 3月 - 青年学級を開設。
- 1952年（昭和27年）1月 - 長崎県依託第1次健康教育研究発表を行う。
- 1953年（昭和28年）- 第2次健康教育研究発表を行う。 北校舎が完成。
- 1954年（昭和29年）- 運動場を拡張。 第3次健康教育研究発表を行う。
- 1955年（昭和30年）4月- 那賀村と田河町の合併により「芦辺町立那賀中学校」と改称。
- 1956年（昭和31年） - 長崎県教育委員会より学校保健成績特選表彰される。
- 1957年（昭和32年） - 道徳モデル地区として県教委に指定される。創立10周年記念事業を挙行。
- 1959年（昭和34年）- 文部省産業教育指定校となる。（翌年まで）
- 1960年（昭和35年）- 工作室が完成。
- 1961年（昭和36年）- 6学級編成となる。生徒数最大の239名。 県道の路線変更される。
- 1963年（昭和38年）- 長崎県教委依託モデルPTA、内容充実、プール建設のため那賀中学校後援会が結成。
- 1965年（昭和40年）3月- 特別教室と管理関係諸室が完成。
- 1966年（昭和41年）- プール水源ボーリング・揚水・浄水装置工事が完了。
- 1967年（昭和42年）- 便所及び渡り廊下が完成。
- 1968年（昭和43年）- 塵芥[8]焼却炉、プール外柵が完成。
- 1969年（昭和44年） - 町水道取り付け完了。門柱及び国旗掲揚柱が完成。
- 1971年（昭和46年）- バスケットスタンドを新設。校舎内部を修理。
- 1972年（昭和47年）- 教育研究会指定研究発表を行う。自転車車庫を新設。
- 1973年（昭和48年）- 教育課程（数学）指定研究発表を行う。
- 1974年（昭和49年）- 普通教室5、美術室、技術室が完成。
- 1975年（昭和50年）- 庭園池が完成。
- 1976年（昭和51年）- 文部省より生徒指導推進校の指定を受け、中間発表を行う。運動場北側を拡張。
- 1977年（昭和52年）- 生徒指導推進校の本発表を行う。運動場北側フェンスと西側擁壁が完成。
- 1978年（昭和53年）- プール周辺及び県道側フェンスが完成。
- 1979年（昭和54年） - 長崎県青少年育成協議会よりモデル中学校地区の指定を受ける。 校舎前道路を舗装。
- 1981年（昭和56年）- 普通教室を保健室と会議室に分割。
- 1985年（昭和60年）- 体育館を新築。自転車置き場が完成。
- 1987年（昭和62年）- プール全面塗装。グラウンドを拡張。
- 1988年（昭和63年）- 外庭、プール兼用トイレを改築。プールサイド更衣室が完成。運動場を埋め立て、周囲フェンスが完成。
- 1989年（平成元年）- 校舎を改修。体育館倉庫を新築。 資料室を改築。
- 1990年（平成2年）- テニスコート4面 ･運動場排水工事が完了。国旗掲揚台を移転。
- 1991年（平成3年）- 特殊学級を設置。運動場拡張記念碑を建立。
- 1992年（平成4年）- 給食室、パソコン教室が完成。ランチルーム方式による給食開始。運動場観覧席が完成。
- 1993年（平成5年）- 芦辺町より学校給食指導研究の指定を受ける。（翌年度まで）
- 1994年（平成6年） - 学校給食指導研究発表を行う。各教室・廊下掲示板を取り替える。
- 1996年（平成8年）- テニスコート中央フェンス・玄関前街灯を設置。
- 1997年（平成9年）- 事務用パソコンオンラインを導入。
- 1998年（平成10年） - トイレ水洗化。裏庭防犯灯を設置。 心の教室相談員を開設。パソコンを取り替える。
- 1999年（平成11年）- 中3の職場体験学習を行う。長崎県の事業である魚の料理教室を行う。
- 2000年（平成12年）- 長崎県および芦辺町より教育課程研究校に指定される。 ｢総合的学習の時間｣が導入される。インターネット学内使用が開始。
- 2001年（平成13年）- 教育課程研究指定の本発表を行う。ホームページを開設。
- 2002年（平成14年）- 学校評議員制を導入。相撲場を建設。
- 2003年（平成15年） - 床を張替。エアコンを設置。
- 2004年（平成16年）3月 - 壱岐郡内4町合併による壱岐市誕生に伴い、「壱岐市立那賀中学校」（最終名）となる。
- 2005年（平成17年） - 長崎県事業魚の料理教室を行う。
- 2006年（平成18年） - 長崎県議会文教委員会による学校訪問。
- 2011年（平成23年）3月- 壱岐市の中学校規模適正化（統廃合）により、閉校。（創立から64年を目前に閉校。）
  - 平成22年度生徒数55名。
  - 在校生は4月より壱岐市立芦辺中学校へ編入となる。

跡地の活用
- 2012年（平成24年）11月時点 - 校舎はそのままで残されており、那賀地区から芦辺中学校へ向かうスクールバスの駐車場となっている。
  - その後、壱岐市立芦辺中学校新校舎建設のため、旧校舎は解体された。
- 2019年（令和元年）11月 - 壱岐市立芦辺中学校の新校舎が完成し、移転を完了。

## 学校行事
1学期
- 4月 –中1自転車テスト
- 5月 -壱岐市中体連（球技・武道大会）
- 6月 -中2職場体験、中1福祉体験、壱岐市中体連（陸上・相撲大会）
- 7月 -全校キャンプ
- 8月 -平和集会

2学期
- 9月 -避難訓練、那賀幼小中合同運動会
- 10月 -国分天満宮奉納相撲[9]、壱岐市中体連駅伝大会、中2修学旅行、稲刈り体験
- 11月 -学習発表会
- 12月 -人権集会、授業参観

3学期
- 1月 -百人一首大会
- 2月 -授業参観

## 生徒会
- 生徒会執行部（4役）
  - 生活部 -自転車点検、交通安全指導、忘れ物調べ、パソコン室の管理等。
  - 学習部 -明日の授業準備・連絡、その日の授業の準備、朝自習の準備等。
  - 文化部 -朝と清掃時の放送、図書室の整理・管理、図書新聞の発行等。
  - 保体部 -健康観察・出欠白板の記入、給食時の放送等。
  - 厚生部 -校舎内外の美化。掃除用具の整理整頓。点検等。
- 月に2度生徒集会を行っていた。

## 部活動
- 男子野球部
- 男子卓球部
- 女子ソフトテニス部
- 女子バレーボール部

## PTA活動
組織
- 本部 -九州地区・長崎県・壱岐市PTA協議会・連合会、母親委員会、土曜の集い等の企画・運営。
  - 環境整備部 -環境の整備充実。（学校周辺の除草作業、学校内外の環境整備、運動会駐車場係）
  - 研修部 -会員相互の研修意欲の向上。（各種大会への参加、土曜の集いの計画実施）
  - 文化部 -文化的活動の促進、PTA広報誌「国府の地」の発行。
  - 生徒指導部 -校内外生活を健全に過ごすための健康・安全指導。（夏休み校外補導、交通安全立哨[10]指導）

受賞歴
- 2003年（平成15年）
  - 長崎県PTA広報紙グランプリ
  - 九州ブロックPTA協議会PTA団体表彰
  - 長崎県PTA連合会PTA団体表彰受賞
- 2004年（平成16年）
  - 長崎新聞PTA広報紙コンクール奨励賞
- 2005年（平成17年）
  - 長崎新聞PTA広報紙コンクール佳作
- 2006年（平成18年）
  - 九州ブロックPTA協議会PTA団体表彰
  - 長崎県PTA連合会PTA団体表彰
- 2007年（平成19年）
  - 長崎新聞PTA広報紙コンクール優秀賞
  - 長崎新聞PTA広報紙コンクール手書の部優秀賞

## アクセス
- バス -壱岐交通[11]「那賀校前」バス停。
  - 郷ノ浦港より
    - 「芦辺港行き」に乗車。
    - 「郷ノ浦（本町）行き」→本町で下車→「国分経由勝本行き」か「中野郷経由芦辺・八幡行き」のバスに乗車。

  - 芦辺港より
    - 「郷ノ浦港」行きに乗車。

- 車
  - 郷ノ浦港より
    - 国道382号を北上。住吉交差点で右折。間もなく2手に道が分かれるので右の道に進む。

  - 芦辺港より
    - 県道23号勝本石田線を南西に進む。そのまま県道172号線を進み、壱岐国分郵便局で左折。県道174号線を進む。

## 周辺
- 壱岐市立那賀小学校
- 壱岐市立那賀幼稚園
- 壱岐市役所那賀事務所
- 有限会社アグリランドいき事務所（旧JA壱岐市那賀支所）
- 壱岐市消防本部
- 旧芦辺町クリーンセンター[12]
- 壱岐警察署那賀警察官駐在所
- 壱岐国分郵便局
- 国片主[13]神社
- 国分寺跡[3]
- 国分寺[3]
- へそ石-壱岐の中心に立つ石。